# Bergern im Dunkelsteinerwald
Bergern im Dunkelsteinerwald è un comune austriaco di 1 217 abitanti nel distretto di Krems-Land, in Bassa Austria. È stato istituito nel 1968 con la fusione dei comuni soppressi di Geyersberg, Oberbergern, Schenkenbrunn e Unterbergern; capoluogo comunale è Unterbergern.